# Johan Wilhelm Lindblad
Johan Wilhelm Lindblad, född den 23 juli 1818 i Nyköping, död den 2 februari 1894 i Stockholm, var en svensk jägare och skriftställare. 
Lindblad blev student vid Uppsala universitet 1836. Han promoverades där till filosofie magister 1854 samt ägnade sig sedan åt översättningsarbeten och andra litterära värv. Då Svenska jägarförbundet 1862 beslöt uppsätta en tidskrift, utsågs Lindblad till redaktör och ombesörjde utgivandet av mer än 20 årgångar av "Svenska jägarförbundets nya tidskrift".